# Parlamento del Mercosur
El Parlamento del Mercosur, conocido también como Parlasur, es una asamblea parlamentaria que funciona como órgano deliberativo y consultivo del Mercosur, la institución no cuenta con poderes legislativos ni decisorios; desempeña una función consultiva y en 2019 los miembros decidieron suspender la elección directa de los parlamentarios. Creado legalmente el 9 de diciembre de 2005, el Parlasur comenzó a funcionar el 7 de mayo de 2007. El Mercosur es un bloque regional constituido por Argentina, Brasil, Paraguay, Uruguay, Venezuela y, más recientemente, Bolivia. 
El Parlasur fue fundado en 2005, aunque su sesión de instalación fue realizada el 7 de mayo de 2007, en Montevideo (Uruguay), sede oficial del mismo, oportunidad en que tomaron sus cargos los parlamentarios del Mercosur. Sus miembros en una primera etapa fueron elegidos por los congresos nacionales de entre sus parlamentarios y posteriormente según su protocolo constitutivo debería ser integrado mediante el voto directo (a partir de 2011) y simultáneo (desde 2015) de los ciudadanos según un criterio de proporcionalidad atenuada.
Desde 2011 los legisladores argentinos y paraguayos ya han sido elegidos mediante votación popular, lo que significa que dos de los cinco miembros han cumplido los tratados y la legislación mercosureña. Los estudios comparativos indican que el nivel de institucionalización del Parlasur es aún bajo.
En 2019 se suspendió la elección directa de los integrantes del órgano por decisión de los miembros.

## Historia
La creación del Parlamento del Mercosur es parte de un proceso, abierto en 2002, de constitución de organismos y procedimientos que tienen como fin evidente institucionalizar el bloque y darle permanencia y autonomía política.
En ocasión de la XXVII Cumbre de Presidentes de Ouro Preto, el 17 de diciembre de 2004 el Consejo del Mercado Común (CMC) encomendó a la Comisión Parlamentaria Conjunta (CPC) la redacción de una propuesta de Protocolo Constitutivo del Parlamento del Mercosur, con el mandato de entregarla antes de la finalización de 2006.
La CPC realizó el proyecto con antelación a la fecha de vencimiento y el 9 de diciembre de 2005, los presidentes de Argentina, Brasil, Paraguay y Uruguay, firmaron el Protocolo Constitutivo del Parlamento del Mercosur constituyendo el nuevo organismo.
El Parlamento de Mercosur debía comenzar a funcionar antes del 31 de diciembre de 2006, pero finalmente concretó su primera reunión el 7 de mayo de 2007, dejando de existir la Comisión Parlamentaria Conjunta.
En junio de 2008 el Parlasur se reunió por primera vez fuera de Montevideo, en la ciudad argentina de San Miguel de Tucumán, en conjunto con la XXXV Cumbre del Mercosur.

## Competencia

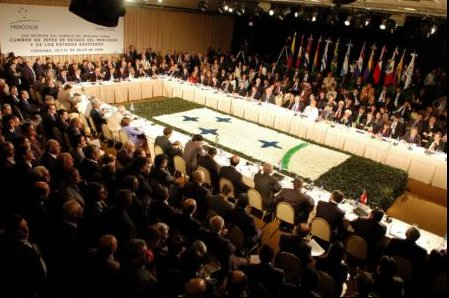
Cumbre del Mercosur, 2006.

La República Argentina, la República Federativa de Brasil, la República del Paraguay y la República Oriental del Uruguay suscribieron el 26 de marzo de 1991 el Tratado de Asunción con el objeto de crear el Mercado Común del Sur, MERCOSUR.
El Parlamento del Mercosur es el órgano de representación de los pueblos del bloque. Si bien no tiene facultades decisorias, se trata de un órgano independiente que ha sido concebido para desempeñar un papel político. En la práctica, sin embargo, sufre de las mismas carencias de legitimidad y competencias que otros parlamentos regionales latinoamericanos como el Parlacen, el Parlandino y, más aún, el Parlatino.
El Parlasur cumple funciones testimoniales referidas a la preservación de la democracia y los derechos humanos, incluyendo en el primer caso también a Bolivia y Chile, a través Protocolo de Ushuaia sobre Compromiso Democrático. Anualmente el Parlamento debe presentar un informe sobre la situación de los derechos humanos en la región.
Las tareas del Parlasur incluyen su relacionamiento con los demás órganos del bloque.
El Parlamento debe elaborar un dictamen previo en las decisiones, resoluciones y directivas que emitan los órganos decisorios del Mercosur cuando sea necesario para su implementación alguna gestión en los poderes legislativos nacionales (Protocolo Constitutivo del Parlamento del Mercosur, art. 4, inciso 12).

## Integración
La integración del Parlamento del Mercosur estuvo contemplada en un principio en tres etapas, coincidentes con los mandatos de los parlamentarios:
- Hasta el 31 de diciembre de 2010 (primer mandato): el Parlamento estará integrado por 18 parlamentarios por cada estado parte, elegidos por los parlamentos nacionales de entre sus miembros. El total de miembros titulares es de 90 miembros y todos los estados tienen la misma representación.

El protocolo de constitución del organismo establece que para la designación de los parlamentarios, los países deben asegurar una adecuada representación por género, etnias y regiones (artículo 6, inciso 2), abriendo así la posibilidad de establecer medidas de discriminación positiva.
La norma prevé que los estados asociados (Bolivia, Chile, Colombia, Ecuador y Perú) puedan participar del Parlamento con voz pero sin voto (art. 7). Por lo tanto es posible que parlamentarios de estos países lo integren algún día.
En esta etapa, antes del 31 de diciembre de 2007, el Consejo del Mercado Común debe sancionar una Decisión definiendo los criterios de "representatividad ciudadana" con que se integrará el Parlamento. Esta Decisión, que debe tomarse por unanimidad de los cinco países miembros, supone una compleja negociación política en la que habrá que armonizar los intereses de los países con escasa población, como Uruguay (3,4 millones) y Paraguay (6,3 millones), y los países de mayor población, fundamentalmente Brasil (188,3 millones), aunque también Argentina (39,7 millones) y Venezuela (25,9 millones). Los cuatro más pequeños se verían perjudicados si la representación fuera directamente proporcional y sin correcciones.
En 2010 los Estados miembros deben realizar, en cada país, elecciones de parlamentarios del Mercosur siguiendo las pautas de representación ciudadana que el Consejo de Mercado Común debía sancionar por Disposición antes del 31 de diciembre de 2007. En todos los casos los sistemas electorales deben garantizar el voto directo, universal y secreto.
- Desde el 1 de enero de 2011 hasta el 31 de diciembre de 2014 (segundo mandato): los parlamentarios han sido elegidos por los ciudadanos el año anterior por voto directo, universal y secreto.

Durante este periodo el Parlamento debe elaborar un mecanismo electoral para realizar las elecciones de parlamentarios del Mercosur, simultáneamente en todos los países, que se denomina Día del MERCOSUR Ciudadano (artículo 6, inciso 4). El mecanismo debe ser enviado al Consejo del Mercado Común para su aprobación. Durante 2020 deben realizarse las primeras elecciones simultáneas de parlamentarios del Mercosur.
- Desde el 2020 en adelante : Todos los parlamentarios habrán sido elegidos por votación directa y corresponderán por cantidad de población:[6]
  - 43 parlamentarios a Argentina (23,1% del total).
  - 75 parlamentarios a Brasil (40,3% del total).
  - 18 parlamentarios a Paraguay (9,7% del total).
  - 18 parlamentarios a Uruguay (9,7% del total).
  - 32 parlamentarios a Venezuela (17,2% del total).

## Funcionamiento
El Parlamento del Mercosur funciona en Montevideo, con una sola cámara y debe realizar al menos una sesión ordinaria mensual. El CMC y los propios parlamentarios pueden convocarlo a sesiones extraordinarias. El protocolo contempla la posibilidad de realizar sesiones virtuales, sin presencia física de los parlamentarios en un mismo lugar.
Para tomar las decisiones existen cuatro tipos distintos de mayorías (art. 15), pensadas para temas de distintas complejidad o que afecten diferentes intereses:
- simple: más de la mitad de los parlamentarios presentes
- absoluta: más de la mitad del total de parlamentarios
- especial: dos tercios del total de parlamentarios que además debe incluir votos de parlamentarios de todos los países
- calificada: en cada bloque de países hay que alcanzar más de la mitad de todos los parlamentarios de ese país.

El Parlasur es el primer organismo del bloque en el que se toman decisiones (no vinculantes) sin necesidad de que sean unánimes. El Parlamento funciona en plenario y comisiones y produce:
1. Dictámenes
2. Proyectos de normas
3. Anteproyectos de normas
4. Declaraciones
5. Recomendaciones
6. Informes
7. Disposiciones

### Reglamento Interno del Parlamento del Mercosur
El Parlamento del Mercosur regula su funcionamiento mediante un reglamento interno.

## Parlamentarios
El art. 12 del Protocolo Constitutivo del Parlamento del Mercosur (2005) establece que "Los Parlamentarios no podrán ser juzgados, civil o penalmente, en el territorio de los Estados Partes del MERCOSUR, en ningún momento, ni durante ni después de su mandato, por las opiniones y votos emitidos en el ejercicio de sus funciones."
La lista completa de los actuales Parlamentarios del Mercosur, el país que representan, el distrito, y el frente y/o partido político que lo llevó a dicho cargo.

### Argentina
| N.º | Nombre completo                | Frente / Partido         | Período actual          | Período actual         | Distrito                                                           |
| N.º | Nombre completo                | Frente / Partido         | Desde                   | Hasta                  | Distrito                                                           |
| --- | ------------------------------ | ------------------------ | ----------------------- | ---------------------- | ------------------------------------------------------------------ |
| 1   | Teresa Parodi                  | Unión por la Patria      | 10 de diciembre de 2023 | 9 de diciembre de 2027 | Nacional                                                           |
| 2   | Mariano Arcioni                | Unión por la Patria      | 10 de diciembre de 2023 | 9 de diciembre de 2027 | Nacional                                                           |
| 3   | Victoria Donda                 | Unión por la Patria      | 10 de diciembre de 2023 | 9 de diciembre de 2027 | Nacional                                                           |
| 4   | Gabriel Fuks                   | Unión por la Patria      | 10 de diciembre de 2023 | 9 de diciembre de 2027 | Nacional                                                           |
| 5   | María Cecilia Nicolini         | Unión por la Patria      | 10 de diciembre de 2023 | 9 de diciembre de 2027 | Nacional                                                           |
| 6   | Franco Maximiliano Metaza      | Unión por la Patria      | 10 de diciembre de 2023 | 9 de diciembre de 2027 | Nacional                                                           |
| 7   | Marina Mercedes Femenía        | Unión por la Patria      | 10 de diciembre de 2023 | 9 de diciembre de 2027 | Nacional                                                           |
| 22  | Patricio Villegas              | La Libertad Avanza       | 10 de diciembre de 2023 | 9 de diciembre de 2027 | Nacional                                                           |
| 23  | Miriam Niveyro                 | La Libertad Avanza       | 10 de diciembre de 2023 | 9 de diciembre de 2027 | Nacional                                                           |
| 24  | Júlio César Serna              | La Libertad Avanza       | 10 de diciembre de 2023 | 9 de diciembre de 2027 | Nacional                                                           |
| 25  | Nadia Soledad Pedernera        | La Libertad Avanza       | 10 de diciembre de 2023 | 9 de diciembre de 2027 | Nacional                                                           |
| 26  | Iván Dubois                    | La Libertad Avanza       | 10 de diciembre de 2023 | 9 de diciembre de 2027 | Nacional                                                           |
| 27  | Fabiana Gabriela Martin        | La Libertad Avanza       | 10 de diciembre de 2023 | 9 de diciembre de 2027 | Nacional                                                           |
| 36  | Nicolás Simone                 | Juntos por el Cambio     | 10 de diciembre de 2023 | 9 de diciembre de 2027 | Nacional                                                           |
| 37  | Luis Brandoni                  | Juntos por el Cambio     | 10 de diciembre de 2023 | 9 de diciembre de 2027 | Nacional                                                           |
| 38  | Álvaro de Lamadrid             | Juntos por el Cambio     | 10 de diciembre de 2023 | 9 de diciembre de 2027 | Nacional                                                           |
| 39  | Laura Sesma                    | Juntos por el Cambio     | 10 de diciembre de 2023 | 9 de diciembre de 2027 | Nacional                                                           |
| 40  | Lucas Incicco                  | Juntos por el Cambio     | 10 de diciembre de 2023 | 9 de diciembre de 2027 | Nacional                                                           |
| 42  | José Antonio Romero            | Hacemos por nuestro País | 10 de diciembre de 2023 | 9 de diciembre de 2027 | Nacional                                                           |
| 8   | Gustavo Héctor Arrieta         | Unión por la Patria      | 10 de diciembre de 2023 | 9 de diciembre de 2027 | Provincia de Buenos Aires                                          |
| 28  | Rodolfo Eiben                  | La Libertad Avanza       | 10 de diciembre de 2023 | 9 de diciembre de 2027 | Provincia de Córdoba                                               |
| 29  | Brenda Balbuena                | La Libertad Avanza       | 10 de diciembre de 2023 | 9 de diciembre de 2027 | Provincia de Santa Fe                                              |
| 41  | Federico Andahazi              | Juntos por el Cambio     | 10 de diciembre de 2023 | 9 de diciembre de 2027 | Ciudad de Buenos Aires                                             |
| 30  | Jorge Cayetano Santilli Girala | La Libertad Avanza       | 10 de diciembre de 2023 | 9 de diciembre de 2027 | Provincia de Mendoza                                               |
| 9   | Mariano Fernández              | Unión por la Patria      | 10 de diciembre de 2023 | 9 de diciembre de 2027 | Provincia de Tucumán                                               |
| 10  | José Cáceres                   | Unión por la Patria      | 10 de diciembre de 2023 | 9 de diciembre de 2027 | Provincia de Entre Ríos                                            |
| 31  | Alfredo Olmedo                 | La Libertad Avanza       | 10 de diciembre de 2023 | 9 de diciembre de 2027 | Provincia de Salta                                                 |
| 11  | Raúl Germán Bittel             | Unión por la Patria      | 10 de diciembre de 2023 | 9 de diciembre de 2027 | Provincia del Chaco                                                |
| 12  | Diego Sartori                  | Unión por la Patria      | 10 de diciembre de 2023 | 9 de diciembre de 2027 | Provincia de Misiones                                              |
| 13  | Yésica Anabela Taborda         | Unión por la Patria      | 10 de diciembre de 2023 | 9 de diciembre de 2027 | Provincia de Corrientes                                            |
| 14  | Ana Corradi                    | Unión por la Patria      | 10 de diciembre de 2023 | 9 de diciembre de 2027 | Provincia de Santiago del Estero                                   |
| 15  | Matías Sotomayor               | Unión por la Patria      | 10 de diciembre de 2023 | 9 de diciembre de 2027 | Provincia de San Juan                                              |
| 32  | Mario Nallar                   | La Libertad Avanza       | 10 de diciembre de 2023 | 9 de diciembre de 2027 | Provincia del Jujuy                                                |
| 16  | María Alejandra Más            | Unión por la Patria      | 10 de diciembre de 2023 | 9 de diciembre de 2027 | Provincia de Río Negro                                             |
| 33  | Fabricio Cascino               | La Libertad Avanza       | 10 de diciembre de 2023 | 9 de diciembre de 2027 | Provincia del Neuquén                                              |
| 17  | Ricardo Branda                 | Unión por la Patria      | 10 de diciembre de 2023 | 9 de diciembre de 2027 | Provincia de Formosa                                               |
| 34  | Cristian Eduardo Pescara       | La Libertad Avanza       | 10 de diciembre de 2023 | 9 de diciembre de 2027 | Provincia del Chubut                                               |
| 35  | Héctor David Ocaña             | La Libertad Avanza       | 10 de diciembre de 2023 | 9 de diciembre de 2027 | Provincia de San Luis                                              |
| 18  | Susana Beatriz Peralta Molina  | Unión por la Patria      | 10 de diciembre de 2023 | 9 de diciembre de 2027 | Provincia de Catamarca                                             |
| 19  | Yamil Sarruff                  | Unión por la Patria      | 10 de diciembre de 2023 | 9 de diciembre de 2027 | Provincia de La Rioja                                              |
| 20  | José Germán Gaitán             | Unión por la Patria      | 10 de diciembre de 2023 | 9 de diciembre de 2027 | Provincia de La Pampa                                              |
| 43  | Júlio Gutiérrez                | Por Santa Cruz           | 10 de diciembre de 2023 | 9 de diciembre de 2027 | Provincia de Santa Cruz                                            |
| 21  | Alejandro Deanes               | Unión por la Patria      | 10 de diciembre de 2023 | 9 de diciembre de 2027 | Provincia de Tierra del Fuego, Antártida e Islas del Atlántico Sur |

### Bolivia
Una vez terminado el proceso de integración al Mercosur, Bolivia tendrá parlamentarios.

### Brasil
| N.º | Nombre completo                   | Frente / Partido                                       | Período actual | Período actual | Distrito                     |
| N.º | Nombre completo                   | Frente / Partido                                       | Desde          | Hasta          | Distrito                     |
| --- | --------------------------------- | ------------------------------------------------------ | -------------- | -------------- | ---------------------------- |
| 1   | Arlindo Chinaglia                 | Partido dos Trabalhadores (PT) (6)                     | 17/08/2015     | 31/12/2018     | Estado de São Paulo          |
| 2   | Benedita Da Silva                 | Partido dos Trabalhadores (PT) (6)                     | 17/08/2015     | 31/12/2018     | Estado de Río de Janeiro     |
| 3   | Fátima Bezerra                    | Partido dos Trabalhadores (PT) (6)                     | 17/08/2015     | 31/12/2018     | Estado de Bahía              |
| 4   | Fernando Marroni                  | Partido dos Trabalhadores (PT) (6)                     | 17/08/2015     | 31/12/2018     | Estado de Río de Janeiro     |
| 5   | Humberto Costa                    | Partido dos Trabalhadores (PT) (6)                     | 17/08/2015     | 31/12/2018     | Estado de Bahía              |
| 6   | Lindbergh Farias                  | Partido dos Trabalhadores (PT) (6)                     | 17/08/2015     | 31/12/2018     | Estado de Río de Janeiro     |
| 7   | Édio Lopes                        | Partido do Movimento Democrático Brasileiro (PMDB) (4) | 17/08/2015     | 31/12/2018     | Estado de São Paulo          |
| 8   | José Fogaça                       | Partido do Movimento Democrático Brasileiro (PMDB) (4) | 17/08/2015     | 31/12/2018     | Estado de Paraíba            |
| 9   | Roberto Requião                   | Partido do Movimento Democrático Brasileiro (PMDB) (4) | 17/08/2015     | 31/12/2018     | Estado de Río Grande do Sul  |
| 10  | Valdir Raupp                      | Partido do Movimento Democrático Brasileiro (PMDB) (4) | 17/08/2015     | 31/12/2018     | Estado de Amapá              |
| 11  | Eduardo Barbosa                   | Partido da Social Democracia Brasileira (PSDB) (4)     | 17/08/2015     | 31/12/2018     | Estado de Río Grande do Sul  |
| 12  | Geovania de Sá                    | Partido da Social Democracia Brasileira (PSDB) (4)     | 17/08/2015     | 31/12/2018     | Estado de Ceará              |
| 13  | Paulo Bauer                       | Partido da Social Democracia Brasileira (PSDB) (4)     | 17/08/2015     | 31/12/2018     | Estado de São Paulo          |
| 14  | Wherles Rocha                     | Partido da Social Democracia Brasileira (PSDB) (4)     | 17/08/2015     | 31/12/2018     | Estado de Minas Gerais       |
| 15  | Domingos Neto                     | Partido Social Democrático (PSD) (3)                   | 17/08/2015     | 31/12/2018     | Estado de Paraíba            |
| 16  | Danrlei De Deus Hinterholz        | Partido Social Democrático (PSD) (3)                   | 17/08/2015     | 31/12/2018     | Estado de Río Grande do Sul  |
| 17  | Rômulo Gouveia                    | Partido Social Democrático (PSD) (3)                   | 17/08/2015     | 31/12/2018     | Estado de Santa Catarina     |
| 18  | Heráclito Fortes                  | Demócratas (DEM) (3)                                   | 17/08/2015     | 31/12/2018     | Estado de Piauí              |
| 19  | Davi Alcolumbre                   | Demócratas (DEM) (3)                                   | 17/08/2015     | 31/12/2018     | Estado de São Paulo          |
| 20  | Mandetta                          | Demócratas (DEM) (3)                                   | 17/08/2015     | 31/12/2018     | Estado de Bahía              |
| 21  | José Stédile                      | Partido Socialista Brasileiro (PSB) (2)                | 17/08/2015     | 31/12/2018     | Estado de Río Grande do Sul  |
| 22  | Antonio Carlos Valadares          | Partido Socialista Brasileiro (PSB) (2)                | 17/08/2015     | 31/12/2018     | Estado de Río Grande do Sul  |
| 23  | Mauricio Quintella Lessa          | Partido da República (PR) (2)                          | 17/08/2015     | 31/12/2018     | Estado de Paraíba            |
| 24  | Luiz Claudio                      | Partido da República (PR) (2)                          | 17/08/2015     | 31/12/2018     | Estado de São Paulo          |
| 25  | Dílceu Sperafico                  | Partido Progressista (PP) (2)                          | 17/08/2015     | 31/12/2018     | Estado de Bahía              |
| 26  | Renato Molling                    | Partido Progressista (PP) (2)                          | 17/08/2015     | 31/12/2018     | Estado de Mato Grosso do Sul |
| 27  | Marcelo Aro                       | Partido Humanista da Solidariedade (PHS) (1)           | 17/08/2015     | 31/12/2018     | Estado de Minas Gerais       |
| 28  | Arthur Oliveira Maia              | Solidariedade (SD) (1)                                 | 17/08/2015     | 31/12/2018     | Estado de Alagoas            |
| 29  | Celso Russomano                   | Partido Republicano Brasileiro (PRB) (1)               | 17/08/2015     | 31/12/2018     | Estado de São Paulo          |
| 30  | Hidekazu Takayama                 | Partido Social Cristao (PSC) (1)                       | 17/08/2015     | 31/12/2018     | Estado de Río Grande do Sul  |
| 31  | Roberto Freire                    | Partido Popular Socialista (PPS) (1)                   | 17/08/2015     | 31/12/2018     | Estado de Pernambuco         |
| 32  | Jean Wyllys                       | Partido Socialismo e Liberdade (PSOL) (1)              | 17/08/2015     | 31/12/2018     | Estado de Rio de Janeiro     |
| 33  | Damião Feliciano                  | Partido Democrático Trabalhista (PDT) (1)              | 17/08/2015     | 31/12/2018     | Estado de Acre               |
| 34  | Carlos Henrique Gaguim            | Partido Trabalhista Nacional (PTN) (1)                 | 17/08/2015     | 31/12/2018     | Estado de Paraíba            |
| 35  | Vacante                           |                                                        | 2016           |                |                              |
| 36  | Vacante                           |                                                        | 2016           |                |                              |
| 37  | Desocupado hasta elección directa |                                                        |                | 31/12/2020     |                              |
| 38  | Desocupado hasta elección directa |                                                        |                | 31/12/2020     |                              |
| 39  | Desocupado hasta elección directa |                                                        |                | 31/12/2020     |                              |
| 40  | Desocupado hasta elección directa |                                                        |                | 31/12/2020     |                              |
| 41  | Desocupado hasta elección directa |                                                        |                | 31/12/2020     |                              |
| 42  | Desocupado hasta elección directa |                                                        |                | 31/12/2020     |                              |
| 43  | Desocupado hasta elección directa |                                                        |                | 31/12/2020     |                              |
| 44  | Desocupado hasta elección directa |                                                        |                | 31/12/2020     |                              |
| 45  | Desocupado hasta elección directa |                                                        |                | 31/12/2020     |                              |
| 46  | Desocupado hasta elección directa |                                                        |                | 31/12/2020     |                              |
| 47  | Desocupado hasta elección directa |                                                        |                | 31/12/2020     |                              |
| 48  | Desocupado hasta elección directa |                                                        |                | 31/12/2020     |                              |
| 49  | Desocupado hasta elección directa |                                                        |                | 31/12/2020     |                              |
| 50  | Desocupado hasta elección directa |                                                        |                | 31/12/2020     |                              |
| 51  | Desocupado hasta elección directa |                                                        |                | 31/12/2020     |                              |
| 52  | Desocupado hasta elección directa |                                                        |                | 31/12/2020     |                              |
| 53  | Desocupado hasta elección directa |                                                        |                | 31/12/2020     |                              |
| 54  | Desocupado hasta elección directa |                                                        |                | 31/12/2020     |                              |
| 55  | Desocupado hasta elección directa |                                                        |                | 31/12/2020     |                              |
| 56  | Desocupado hasta elección directa |                                                        |                | 31/12/2020     |                              |
| 57  | Desocupado hasta elección directa |                                                        |                | 31/12/2020     |                              |
| 58  | Desocupado hasta elección directa |                                                        |                | 31/12/2020     |                              |
| 59  | Desocupado hasta elección directa |                                                        |                | 31/12/2020     |                              |
| 60  | Desocupado hasta elección directa |                                                        |                | 31/12/2020     |                              |
| 61  | Desocupado hasta elección directa |                                                        |                | 31/12/2020     |                              |
| 62  | Desocupado hasta elección directa |                                                        |                | 31/12/2020     |                              |
| 63  | Desocupado hasta elección directa |                                                        |                | 31/12/2020     |                              |
| 64  | Desocupado hasta elección directa |                                                        |                | 31/12/2020     |                              |
| 65  | Desocupado hasta elección directa |                                                        |                | 31/12/2020     |                              |
| 66  | Desocupado hasta elección directa |                                                        |                | 31/12/2020     |                              |
| 67  | Desocupado hasta elección directa |                                                        |                | 31/12/2020     |                              |
| 68  | Desocupado hasta elección directa |                                                        |                | 31/12/2020     |                              |
| 69  | Desocupado hasta elección directa |                                                        |                | 31/12/2020     |                              |
| 70  | Desocupado hasta elección directa |                                                        |                | 31/12/2020     |                              |
| 71  | Desocupado hasta elección directa |                                                        |                | 31/12/2020     |                              |
| 72  | Desocupado hasta elección directa |                                                        |                | 31/12/2020     |                              |
| 73  | Desocupado hasta elección directa |                                                        |                | 31/12/2020     |                              |
| 74  | Desocupado hasta elección directa |                                                        |                | 31/12/2020     |                              |
| 75  | Desocupado hasta elección directa |                                                        |                | 31/12/2020     |                              |

### Paraguay
| N.º | Nombre completo           | Frente / Partido | Período actual | Período actual | Distrito |
| N.º | Nombre completo           | Frente / Partido | Desde          | Hasta          | Distrito |
| --- | ------------------------- | ---------------- | -------------- | -------------- | -------- |
| 1   | Ricardo Canese Krivoshein | Frente Guasú (1) | 01/07/2018     | 30/06/2023     |          |
| 2   | Tomás Bittar              | ANR-PC (10)      | 01/07/2018     | 30/06/2023     |          |
| 3   | Arnoldo Wiens             | ANR-PC (10)      | 01/07/2018     | 30/06/2023     |          |
| 4   | Jorge Roberto Torales     | ANR-PC (10)      | 01/07/2018     | 30/06/2023     |          |
| 5   | Nelson Argaña             | ANR-PC (10)      | 01/07/2018     | 30/06/2023     |          |
| 6   | Jorge Baruja              | ANR-PC (10)      | 01/07/2018     | 30/06/2023     |          |
| 7   | Juan Bautista Bogado      | ANR-PC (10)      | 01/07/2018     | 30/06/2023     |          |
| 8   | José Manuel Torres        | ANR-PC (10)      | 01/07/2018     | 30/06/2023     |          |
| 9   | Atilio Penayo             | ANR-PC (10)      | 01/07/2018     | 30/06/2023     |          |
| 10  | Maru Crichigno            | ANR-PC (10)      | 01/07/2018     | 30/06/2023     |          |
| 11  | Edith Graciela Benítez    | ANR-PC (10)      | 01/07/2018     | 30/06/2023     |          |
| 12  | Pedro Duré                | PLRA (7)         | 01/07/2018     | 30/06/2023     |          |
| 13  | Juan Bogado Tatter        | PLRA (7)         | 01/07/2018     | 30/06/2023     |          |
| 14  | Manuel Morinigo Gaona     | PLRA (7)         | 01/07/2018     | 30/06/2023     |          |
| 15  | Enzo Cardozo              | PLRA (7)         | 01/07/2018     | 30/06/2023     |          |
| 16  | Luis Carlos Neuman        | PLRA (7)         | 01/07/2018     | 30/06/2023     |          |
| 17  | Neri Olmedo               | PLRA (7)         | 01/07/2018     | 31/12/2023     |          |
| 18  | Lila Mignarro             | PLRA (7)         | 01/07/2018     | 30/06/2023     |          |

### Uruguay
| N.º | Nombre completo     | Frente / Partido     | Período actual | Período actual | Distrito |
| N.º | Nombre completo     | Frente / Partido     | Desde          | Hasta          | Distrito |
| --- | ------------------- | -------------------- | -------------- | -------------- | -------- |
| 1   | Constante Mendiondo | Frente Amplio (10)   | 17/08/2015     | 31/12/2018     |          |
| 2   | Sebastián Sabini    | Frente Amplio (10)   | 17/08/2015     | 31/12/2018     |          |
| 3   | Daniel Caggiani     | Frente Amplio (10)   | 17/08/2015     | 31/12/2018     |          |
| 4   | Daniel Placeres     | Frente Amplio (10)   | 17/08/2015     | 31/12/2018     |          |
| 5   | Ernesto Agazzi      | Frente Amplio (10)   | 17/08/2015     | 31/12/2018     |          |
| 6   | Marcos Otheguy      | Frente Amplio (10)   | 17/08/2015     | 31/12/2018     |          |
| 7   | Gonzalo Civila      | Frente Amplio (10)   | 17/08/2015     | 31/12/2018     |          |
| 8   | Lilián Galán        | Frente Amplio (10)   | 17/08/2015     | 31/12/2018     |          |
| 9   | José Querejeta      | Frente Amplio (10)   | 17/08/2015     | 31/12/2018     |          |
| 10  | Luis Gallo          | Frente Amplio (10)   | 17/08/2015     | 31/12/2018     |          |
| 11  | Verónica Alonso     | Partido Nacional (5) | 17/08/2015     | 31/12/2018     |          |
| 12  | Gustavo Penadés     | Partido Nacional (5) | 17/08/2015     | 31/12/2018     |          |
| 13  | José Andrés Arocena | Partido Nacional (5) | 17/08/2015     | 31/12/2018     |          |
| 14  | Daniel Peña         | Partido Nacional (5) | 17/08/2015     | 31/12/2018     |          |
| 15  | Pablo Iturralde     | Partido Nacional (5) | 17/08/2015     | 31/12/2018     |          |
| 16  | Germán Cardoso      | Partido Colorado (1) | 17/08/2015     | 31/12/2018     |          |
| 17  | Vacante             |                      | 2017           |                |          |
| 18  | Vacante             |                      | 2017           |                |          |

### Venezuela
| N.º | Nombre completo                   | Frente / Partido          | Período actual | Período actual | Distrito             |
| N.º | Nombre completo                   | Frente / Partido          | Desde          | Hasta          | Distrito             |
| --- | --------------------------------- | ------------------------- | -------------- | -------------- | -------------------- |
| 1   | Iris Varela                       | Gran Polo Patriótico (18) | 11/02/2021     | 31/12/2025     | Estado Táchira       |
| 2   | Saúl Ortega                       | Gran Polo Patriótico (18) | 11/02/2021     | 31/12/2025     | Estado Carabobo      |
| 3   | Pedro Carreño                     | Gran Polo Patriótico (18) | 11/02/2021     | 31/12/2025     | Estado Delta Amacuro |
| 4   | Nancy Pérez Sierra                | Gran Polo Patriótico (18) | 11/02/2021     | 31/12/2025     | Estado Barinas       |
| 5   | Jesús Faría Tortosa               | Gran Polo Patriótico (18) | 11/02/2021     | 31/12/2025     | Nacional             |
| 6   | Gladys Requena                    | Gran Polo Patriótico (18) | 11/02/2021     | 31/12/2025     | Nacional             |
| 7   | Nicia Maldonado                   | Gran Polo Patriótico (18) | 11/02/2021     | 31/12/2025     | Nacional             |
| 8   | Didalco Bolívar                   | Gran Polo Patriótico (18) | 11/02/2021     | 31/12/2025     | Nacional             |
| 9   | Blanca Eekhout                    | Gran Polo Patriótico (18) | 11/02/2021     | 31/12/2025     | Estado Miranda       |
| 10  | Ricardo Sánchez                   | Gran Polo Patriótico (18) | 11/02/2021     | 31/12/2025     | Nacional             |
| 11  | Gerardo Márquez                   | Gran Polo Patriótico (18) | 11/02/2021     | 31/12/2025     | Estado Trujillo      |
| 12  | Marleny Contreras                 | Gran Polo Patriótico (18) | 11/02/2021     | 31/12/2025     | Estado Monagas       |
| 13  | Luis Alfonzo Reyes                | Gran Polo Patriótico (18) | 11/02/2021     | 31/12/2025     | Nacional             |
| 14  | Victoria Mata                     | Gran Polo Patriótico (18) | 11/02/2021     | 31/12/2025     | Nacional             |
| 15  | Ignacio Buznego                   | Gran Polo Patriótico (18) | 11/02/2021     | 31/12/2025     | Estado Barinas       |
| 16  | Jehyson Guzmán                    | Gran Polo Patriótico (18) | 11/02/2021     | 31/12/2025     | Estado Mérida        |
| 17  | Pedro Infante                     | Gran Polo Patriótico (18) | 11/02/2021     | 31/12/2025     | Distrito Capital     |
| 18  | Imad Saab Saab                    | Gran Polo Patriótico (18) | 11/02/2021     | 31/12/2025     | Estado Zulia         |
| 19  | José Gregorio Correa              | Alianza Democrática (6)   | 11/02/2021     | 31/12/2025     | Nacional             |
| 20  | Óscar Ronderos                    | Alianza Democrática (6)   | 11/02/2021     | 31/12/2025     | Estado Nueva Esparta |
| 21  | Alexander Cordero                 | Alianza Democrática (6)   | 11/02/2021     | 31/12/2025     | Estado Zulia         |
| 22  | José Gregorio Noriega             | Alianza Democrática (6)   | 11/02/2021     | 31/12/2025     | Nacional             |
| 23  | Alejandro Aguilera                | Alianza Democrática (6)   | 11/02/2021     | 31/12/2025     | Nacional             |
| 24  | Yobany Blanco                     | Alianza Democrática (6)   | 11/02/2021     | 31/12/2025     | Nacional             |
| 25  | Desocupado hasta elección directa |                           |                | 31/12/2020     |                      |
| 26  | Desocupado hasta elección directa |                           |                | 31/12/2020     |                      |
| 27  | Desocupado hasta elección directa |                           |                | 31/12/2020     |                      |
| 28  | Desocupado hasta elección directa |                           |                | 31/12/2020     |                      |
| 29  | Desocupado hasta elección directa |                           |                | 31/12/2020     |                      |
| 30  | Desocupado hasta elección directa |                           |                | 31/12/2020     |                      |
| 31  | Desocupado hasta elección directa |                           |                | 31/12/2020     |                      |
| 32  | Desocupado hasta elección directa |                           |                | 31/12/2020     |                      |